# Stylopathes americana
Stylopathes americana is een Antipathariasoort uit de familie van de Stylopathidae. De wetenschappelijke naam van de soort is voor het eerst geldig gepubliceerd in 1860 door Duchassaing & Michelotti.